# Scuderie Medicee

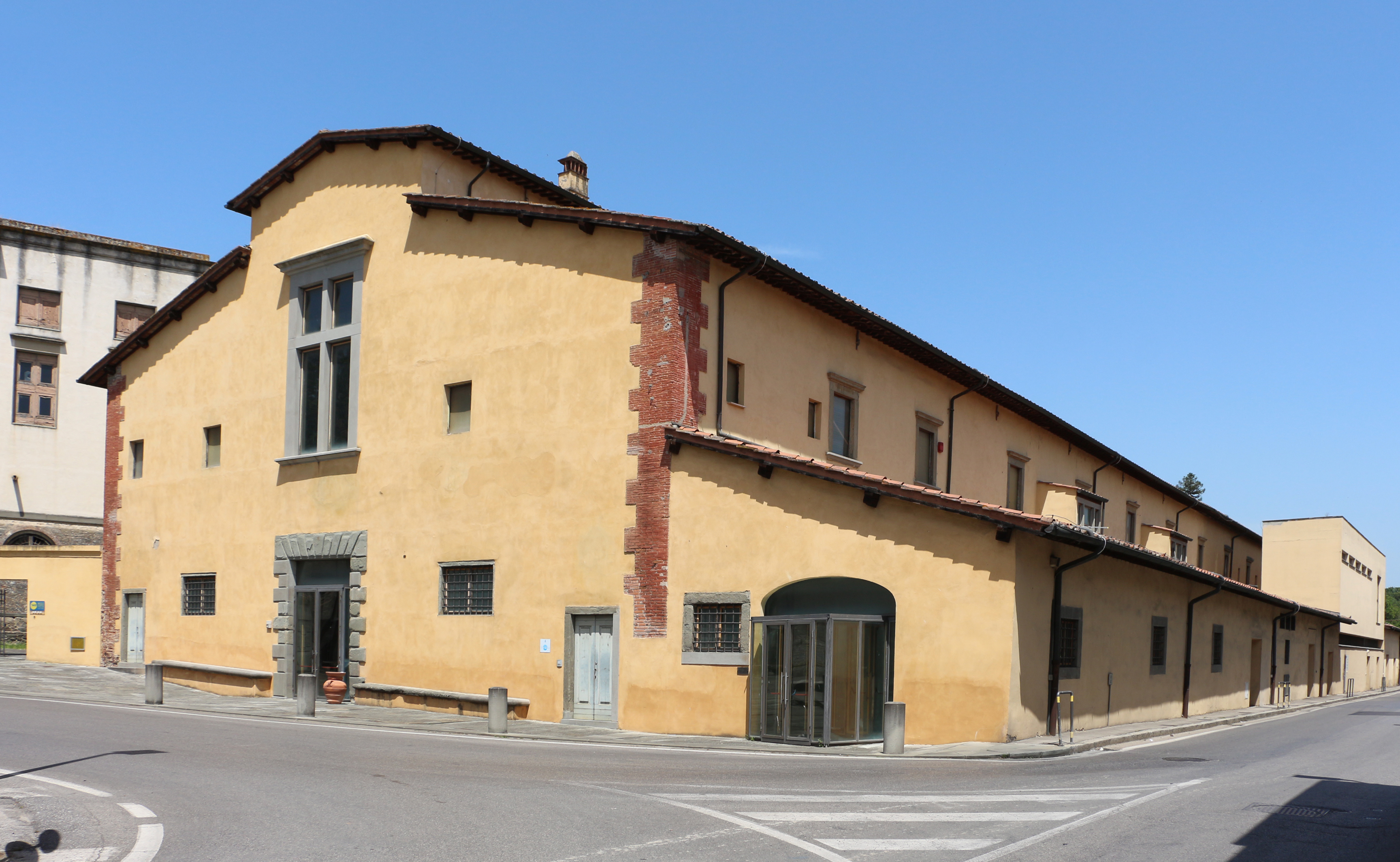
Veduta esterna

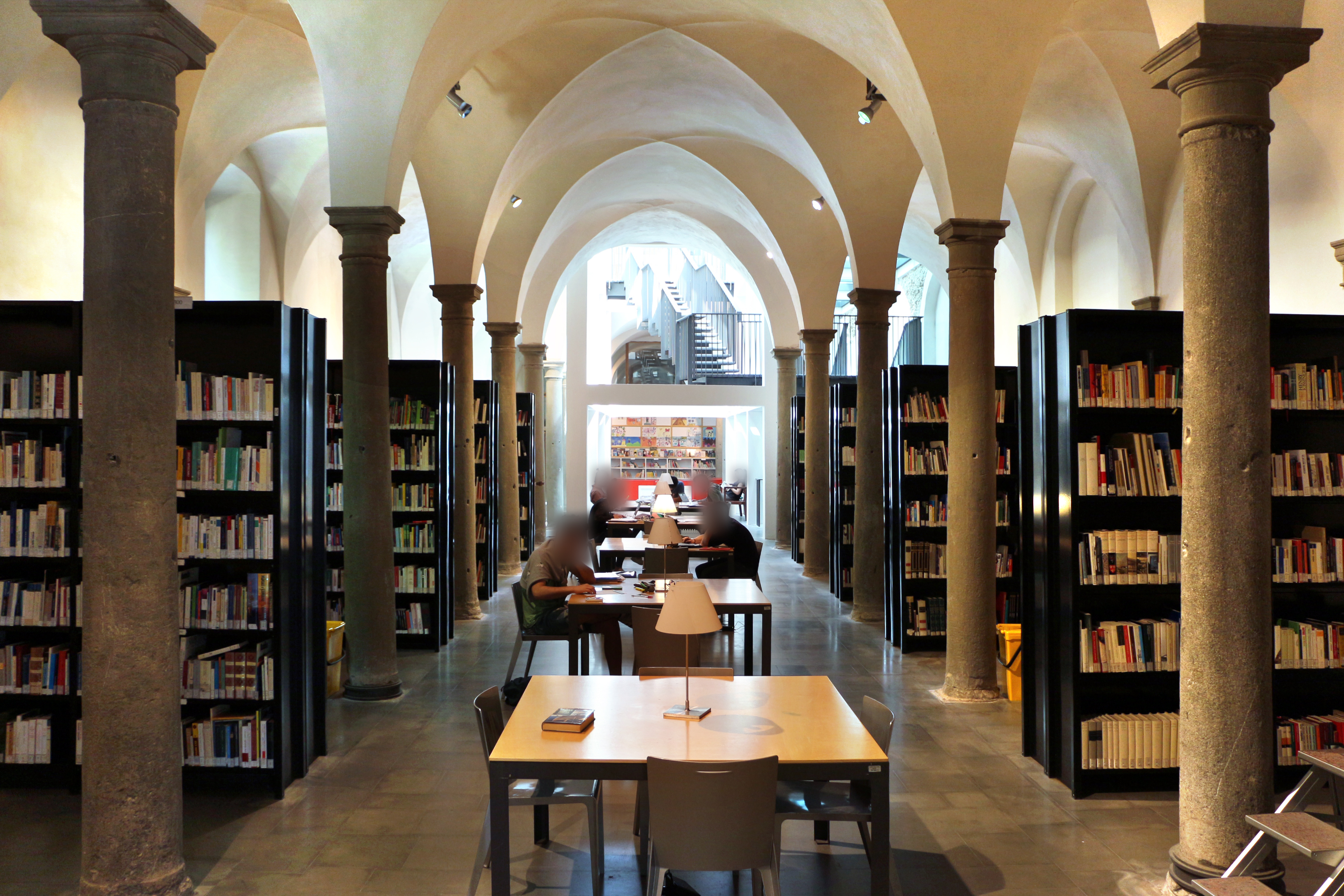
L'interno con la biblioteca

Le scuderie Medicee sono situate presso la Villa Medicea a Poggio a Caiano.

## Storia delle scuderie
Le antiche scuderie della villa medicea di Poggio a Caiano, edificate su progetto di Nanni di Baccio Bigio e di Niccolò Tribolo tra il 1516 e il 1548, sono state nei secoli oggetto di numerose trasformazioni e interventi: se agli esordi del Seicento al corpo di fabbrica originario viene aggiunto il nucleo più basso dei canili, agli inizi del Settecento i tecnici granducali operano interventi di consolidamento dovuti a dissesti statici. Trasformato a partire dal primo dopoguerra, a seguito del passaggio della proprietà all'Associazione Nazionale Combattenti, in laboratori artigiani (piano terra) e appartamenti (piano primo), alienato in lotti a privati e afflitto dalla grave mancanza di manutenzione, l'edificio, che tra gli anni sessanta e settanta diventa un punto di riferimento per l'immigrazione meridionale, subisce nel 1978, a causa di un incendio, il crollo di alcune campate e di parte della copertura e il conseguente abbandono. A fronte di questa estrema situazione di degrado, in parte sanata agli esordi degli anni '80 grazie a un primo intervento di consolidamento da parte della Soprintendenza, l'amministrazione comunale di Poggio a Caiano, forte dell'impegno economico della Comunità europea e della provincia di Prato, decide di trasformare le antiche scuderie in un'infrastruttura culturale a servizio dell'intera area pratese e di indire un concorso a inviti, espletato in due diverse fasi, di cui la finale nel 1991; tra gli invitati, Franco Purini, Francesco Gurrieri, Adolfo Natalini e Francesco Venezia, quest'ultimo ha declinato l'invito e non ha partecipato.

### I lavori di ristrutturazione
Con la vittoria del gruppo Purini e con la conseguente messa a punto e definizione in fase esecutiva del progetto, il 30 ottobre 1998 vengono avviati i lavori del primo lotto (appaltati alla ditta Spinosa di Isernia e diretti dallo stesso Purini con la collaborazione di Barbagli e Baroni), articolati in due distinti interventi di recupero: il consolidamento strutturale dell'edificio e le successive integrazioni architettoniche necessarie per la rifunzionalizzazione del complesso. Il primo intervento consiste principalmente nel consolidamento delle volte in mattoni delle navate al piano terra (fasciatura della volta in corrispondenza del capitello con fibra di carbonio) e delle murature e nel restauro degli elementi decorativi e di finitura; il secondo nella "sostituzione" delle parti crollate con elementi autonomi e contemporanei e nella realizzazione delle necessarie strutture tecniche.
I lavori del primo lotto sono stati conclusi nel settembre del 2000 e l'edificio è stato ufficialmente inaugurato il 21 ottobre successivo.

## La critica
Per quanto concerne la fortuna critica, mentre la Pieri evidenzia il coraggio del progettista di procedere per addizione e non per completamento nei confronti di una fabbrica storica - "semplicità e complessità, innovazione e tradizione: dialogando con i contrari Purini propone un recupero, problematico e certo non necessariamente condivisibile, che provocatoriamente gioca sui contrasti, così da enfatizzare e rendere autonomi i segni della storia" - la Conforti sottolinea la non completa coerenza tra idea progettuale e finitura dei dettagli: "se dunque il progetto collima idealmente e compositivamente con la geografia e con la storia del monumento che riporta in vita, ciò che risulta poco convincente, e accomuna la sofisticata ideazione di Purini ad altri assai meno convincenti progetti, è la mediocrità dei particolari, siano essi costruttivi che di finitura".
Non mancano critiche più accese, come quella di Detlef Heinkamp che parla nei confronti del "cosiddetto" restauro di Purini come di un "tradimento della memoria filologica".

## L'edificio
Le scuderie sono situate in posizione strategica e baricentrica nel sistema viario attuale, il cui tracciato ripropone in parte l'antico assetto mediceo; esse sono infatti collocate, a ribadire l'originario ruolo di infrastruttura di servizio per il viaggio, all'intersezione tra le antiche strade maestre verso Pistoia e Prato. Con il suo fronte a capanna e la sua volumetria compatta, l'edificio offre pertanto il fronte monumentale alla vista dalla via pistoiese, le cui quinte laterali sono costituite dalla cinta in mattoni del giardino mediceo e da una teoria di edifici residenziali su due e tre livelli allineati sul fronte stradale, e il lungo lato orientale allineato lungo l'asse viario della pratese, con un terzo fronte, analogo a quello principale, a definire un cortile interno di pertinenza aperto verso l'asse del torrente Ombrone. Il quarto lato, quello occidentale, è prospiciente la recinzione del parco della vista, il cui segno continuo in mattoni unifica la notevole differenza di quota tra i due livelli (più basso quello delle scuderie). Sorte come infrastruttura della attigua e dominante villa rinascimentale di Poggio a Caiano, le scuderie si attestano sul fronte orientale dei bastioni di cinta del parco della villa, costituendone la naturale emanazione e il fisiologico proseguimento.
La nuova attrezzatura culturale nasce dal recupero delle preesistenti scuderie, delle quali ha mantenuto e restaurato le strutture murarie, integrando con un lessico architettonico autonomo e contemporaneo sia le parti mancanti per crollo sia le addizioni necessarie per la nuova funzione e ridefinendo integralmente le destinazioni d'uso delle diverse parti.

### L'interno
Il nuovo edificio si articola pertanto in tre parti distinte, corrispondenti fedelmente ai tre nuclei storici delle scuderie; un piano terra connotato da due ampie aule a sviluppo longitudinale della lunghezza di 94 metri, suddivise tramite teorie di colonne in 6 navate (le ex scuderie); un piano primo caratterizzato da una galleria centrale a tutta lunghezza, ai lati della quale si distribuiscono cellule abitative (gli ex appartamenti per i cavalleggeri); un nucleo più basso addossato al fianco orientale (gli ex canili). I progettisti hanno deciso di confermare tale autonomia tramite le diverse destinazioni d'uso: rispettivamente culturale, residenziale e tecnico.
Nelle due aule sono stati infatti collocati la biblioteca e l'archivio Ardengo Soffici e una sala per esposizioni temporanee (rispettivamente a ovest e est). A tali spazi si accede direttamente dall'atrio - posto alla testa dell'edificio e con affaccio diretto sulla piazzetta antistante, appositamente disegnata e pavimentata - caratterizzato da un ampio vano a pianta rettangolare a tre campate voltate, scandito da due pilastri esagonali opportunamente fatti emergere dalla muratura di tamponamento e restaurati; le due porzioni delle sale colonnate sino a oggi realizzate (primo lotto), sono state definite restaurando le strutture preesistenti (colonne di ordine tuscanico in pietra serena, volte a crociera in mattoni e muratura in pietrame e mattoni) e "astraendole" in un suggestivo gioco di sospensioni tramite l'uso del colore e del materiale: il bianco dell'intonaco per pareti e volte, il grigio della pietra serena per pavimento e colonne. La scansione ritmica determinata dalle colonne è stata inoltre rafforzata e enfatizzata tramite il posizionamento simmetrico di steli stereometriche in metallo (impianti di riscaldamento e ventilazione). Per quanto concerne la sistemazione e l'arredo di tali spazi, ancora non completamente definito, i progettisti hanno ritenuto opportuno non frazionari tali unità, procedendo laddove necessario tramite pareti trasparenti.
L'elemento più innovativo e aggressivo delle navate, ricavato a ricomporre la porzione crollata, è costituito dal taglio della chiostrina lucernario, caratterizzato da un telaio indipendente in cemento armato a vista con tamponamento a vetro - traslato rispetto all'asse delle colonne - che pur mantenendo l'interasse delle campate si impone come assolutamente autonomo e eterodosso per linguaggio, tecnologia e materiali. Tale motivo risponde a due precise funzioni: introdurre un collegamento verticale al centro dell'impianto (giacchŽ in precedenza le scale si trovavano solo all'estremità della stecca) e una zona di luce forte e espressiva in un vano (la navata del piano terra come la galleria del piano superiore) scarsamente illuminato; dato l'impianto longitudinale del complesso e l'antica destinazione d'uso infatti, sia la navata che la galleria prendevano luce solo dalle due finestre crociate poste sui lati brevi della fabbrica. Il nucleo degli ex canili è stato invece adibito a saletta riunioni (110 posti) con accesso diretto dal fronte principale, servizi igienici e collegamenti verticali con i vani soprastanti. Nella saletta, anch'essa caratterizzata dalla dicromia bianco-grigio di derivazione rinascimentale, sono stati posizionati i frammenti lapidei di colonna, capitello e trabeazione recuperati durante i lavori di restauro, creando così una sorta di 'antiquarium'.
Il primo piano, non ancora recuperato, manterrà il preesistente assetto della galleria, ai cui lati saranno ricavati miniappartamenti e camere a uso foresteria; la galleria sarà caratterizzata dal contrasto tra il nuovo segno della gabbia in cemento e vetro del lucernario-vano scala e il recupero degli antichi segni e materiali: il pavimento in cotto a spina pesce e il tetto a capriate legno e campigiane.

### L'esterno
Per quanto concerne i fronti dell'edificio, quello principale conserva l'originario disegno (unica variante nella cortina restaurata, la bussola vetrata aggettante dell'ingresso alla saletta laterale), mentre quello orientale si configura in maniera diversa; la quota di gronda del nucleo degli ex canili è stata infatti rialzata in corrispondenza di 4 delle 15 cellule, ricavando un secondo piano adibito unicamente a sede degli impianti. Tale elemento si inserisce nella partitura intonacata del fronte in maniera autonoma; esso si configura infatti come una lama cieca sulla via pratese, distaccata dal fronte della galleria tramite un lucernario funzionale a illuminare i vani sottostanti.
L'edificio oggi esistente costituisce solo una parte del complesso progettato da Purini. Col secondo e col terzo lotto, verranno infatti realizzate le parti rimanenti delle navate al piano terra adibite a centro congressi e centro meeting, la foresteria al piano primo e, infine, la sala conferenze per 240 posti all'estremità settentrionale del lotto; tale infrastruttura dovrà inoltre essere integrata nel sistema territoriale tramite la ridefinizione della rete viaria, oggi del tutto insufficiente (a tale fine è prevista la creazione di una tangenziale di grande scorrimento spostata a nord dell'Ombrone) e la creazione di un vasto parcheggio, situato sull'altro lato della via Pratese.